# Чві
Чві (тві; / tɕʷiː/) — одне з нарічч мови акан, іноді розглядається або як окрема мова, або як два наріччя: ашанті-чві і аквапім-чві.
Поширена в Гані серед народностей аквапім (власне чві), ашанті (Асанте), ачем, денчіра, акваму та інших, що входять до складу власне аканів. Число носіїв — близько 6,4 млн чол. Відноситься до аканських мов сім'ї ква.

## Фонологія
Як і всім іншим аканським мовам, мові чві властиві значна палаталізація, гармонія голосних і каскад тонів.

### Приголосні
Перед голосними переднього ряду всі приголосні мови чві палаталізуются, а плозивні приголосні деякою мірою стають афирикатами.
|                            | губні | губні | губні | альвеолярні | альвеолярні   | альвеолярні     | велярні | велярні          | велярні       | Велярні огублені | Велярні огублені | Велярні огублені |
| змичні приголосні, глухі   | /p/   | [pʰ ] | <p>   | /t/         | [tʰ , t ç i ] | <t, ti>         | /k/     | [kʰ, tɕʰi~cçʰi]  | <k, kyi>      | /kʷ/             | [kʷ, tɕʷi ]      | <kw, twi>        |
| змичні приголосні, дзвінкі | /b/   | [b]   | '''   | /d/         | [d]           | <d>             | /g/     | [ɡ, dʒ, dʑi~ɟʝi] | < g, dw, gyi> | /ɡʷ/             | [ɡʷ, dʑʷi]       | <gw, dwi>        |
| фрикативні                 | /f/   | [f]   | <f>   | /s/         | [s]           | <s>             | /h/     | [h, çi]          | <h, hyi>      | /hʷ/             | [hʷ, çʷi]        | <hw, hwi>        |
| Носові                     | /m/   | [m]   | <m>   | /n/         | [n, ŋ, ɲ, ɲĩ] | <n, ngi>        |         |                  |               | /nʷ/             | [ŋŋʷ, ɲʷĩ]       | <nw, nu>         |
| Гемінати носові            |       |       |       | /nn/        | [ŋː, ɲːĩ]     | <ng, nyi, nnyi> |         |                  |               | /nnʷ/            | [ɲɲʷĩ]           | <nw>             |
| Плавні                     |       |       |       | /r/         | [ɾ, r, ɽ]     | <r>             |         |                  |               | /w/              | [w, ɥi]          | <w, wi>          |

### Голосні
В аканських мовах є 15 голосних: п'ять «напружених» (просунутий корінь язика, або + ATR = Advanced tongue root), п'ять «слабких» голосних (відсунутий корінь язика, або-ATR), які не зовсім адекватно передаються в орфографії знаками для 7 голосних, і п'ять носових голосних.
Різниця між напруженою і слабкою формою a проводиться тільки в говірці фанті; в чві обидва звучать приблизно як [ɑ]. Пари голосних e (/e̘/ і /i/), o (/o̘/ і /u/) нерідко у вимові не розрізняються.
| Орфографія | Просунутий корінь язика | Відсунутий корінь язика |
| ---------- | ----------------------- | ----------------------- |
| I          | /i̘/ [i]                 |                         |
| E          | /e̘/ [e]                 | /i/ [ɪ~e]               |
| Ɛ          |                         | /e/ [ɛ]                 |
| A          | /a̘/ [æ]                 | /a/ [ɑ]                 |
| Ɔ          |                         | /o/ [ɔ]                 |
| O          | /o̘/ [o]                 | /u/ [ʊ~o]               |
| U          | /u̘/ [u]                 |                         |

#### Сингармонізмза принципом просунутості кореня язика (ATR)
У мові чві, як і в багатьох інших африканських мовах, спостерігається гармонія голосних за принципом відсунутості кореня язика.
1. Голосні -ATR (з відсунутим коренем язика), за якими йдуть + ATR (з просунутим коренем язика) голосні несреднего ряду /i̘ a̘ u̘/, перетворюються в + ATR. Це явище звичайно відбивається в орфографії: це означає, що орфографічні e ɛ a ɔ o стають ieaou.

Тим не менш, це правило вже не дотримується на письмі для підмета і посессивних займенників. Це правило має перевагу перед наступним.
1. Після невисоких голосних -ATR (з відсунутим коренем язика) /eao/, середні голосні з просунутим коренем язика (+ATR) /e̘ o̘/ перетворюються на високі голосні -ATR /iu/.

Це явище не відбивається в орфографії, оскільки обидва набори голосних на письмі відображаються як  <eo> , і в багатьох діалектах це правило не використовується, різницю між двома голосними втрачено.

### Тони
У мові чві склад може мати один з трьох тонів: високий (/H/),середній (/M/) і низький (/L/). Початковий склад може бути тільки високого або низького тону.

#### Каскад тонів
Фонетична висота трьох тонів залежить від їх оточення, при цьому, у разі передування складу певного тону тон наступного складу може знижуватися, що утворює стійкий ефект, відомий як каскад тонів.
Високі /H/ тони мають ту ж висоту, що і попередній /H/ або /M/ тон у межах однієї і тієї ж тонічної фрази, тоді як середні /M/ тони знижують висоту. Це означає, що послідовності /HH/ і /MH/ мають рівний тон, тоді як послідовності /HM/ і /MM/ мають спадний тон. /H/ знижується після /L/.
Низький /L/ тон є тоном за замовчуванням, який виникає у таких ситуаціях, як подвоєні префікси. Він завжди знаходиться на нижній межі голосового діапазону мовця, за винятком послідовності /HLH/ — у цьому випадку тон підвищується, але останній /H/ все ж знижується.
Таким чином, /HMH/ і /HLH/ вимовляються з різними, але все ж таки дуже схожими тонами.
Після першого складу фрази, котрий виділяється, зазвичай в першому високому тоні, відбувається даунстеп. Цей склад звичайно несе наголос.